# Millesttjärnen, Medelpad
Millesttjärnen är en sjö i Sundsvalls kommun i Medelpad och ingår i Ljungans huvudavrinningsområde.